# Avenue Camille-Pujol
L'avenue Camille-Pujol (en occitan : avenguda Camil Pujol) est une voie de Toulouse, chef-lieu de la région Occitanie, dans le Midi de la France.

## Situation et accès

### Description
L'avenue Camille-Pujol est une voie publique. Elle traverse le quartier de Guilheméry.
Elle naît dans le prolongement de la rue du Pont-Guilheméry, au carrefour de la rue Jean-Goujon et de la rue Denis-Papin. Longue de 798 mètres, orientée à l'est, elle s'élève progressivement en suivant le coteau de la colline du Calvinet, passant de 155 mètres d'altitude, à son origine, à 183 mètres, à son débouché. Elle se termine au niveau du carrefour en patte d'oie qui se forme devant le groupe scolaire Jean-Chaubet (actuels no 112-116), au cœur du quartier de Bonhoure. Elle est prolongée à l'est par l'avenue de Castres et par le chemin des Fontanelles, et au nord-est par l'avenue Jean-Chaubet.
La chaussée compte, du côté des numéros pairs, une voie de circulation automobile et, du côté des numéros impairs, deux voies, dont une est réservée à la circulation des transports en commun, ainsi que des cyclistes. Il existe également, du côté des numéros pairs, une bande cyclable.
En 1824, l'avenue Camille-Pujol est une partie de la route nationale 621 de Toulouse à Mazamet. En 1972 elle est intégrée à la route nationale 126 de Toulouse à Castres. En 2006, la partie de la route entre Toulouse et Maurens-Scopont est déclassée et intégrée au réseau départemental comme la route départementale 826, à l'exception de l'avenue Camille-Pujol.

### Voies rencontrées
L'avenue Camille-Pujol rencontre les voies suivantes, dans l'ordre des numéros croissants (« g » indique que la rue se situe à gauche, « d » à droite) :
1. Rue Denis-Papin (g)
2. Rue du Pont-Guilheméry (d)
3. Rue de l'Aqueduc (d)
4. Rue Mirabeau (g)
5. Rue Jean-Micoud (g)
6. Rue Lucien-Cassagne (d)
7. Rue Blaise-Pascal (g)
8. Avenue Louis-Blériot (d)
9. Avenue Raymond-Naves (d)
10. Rue de la Providence (g)
11. Rue Antoine-Pautard (d)
12. Avenue Jean-Chaubet (g)
13. Avenue de Castres (d)

### Transports
L'avenue Camille-Pujol est parcourue et desservie sur toute sa longueur par la ligne du Linéo L1. Elle se trouve en revanche relativement éloignée des stations de métro.
L'avenue et les rues adjacentes sont également équipées de plusieurs stations de vélos en libre-service VélôToulouse : les stations no 196 (6 rue Jean-Goujon), no 197 (6 avenue Louis-Blériot) et no 213 (129 avenue de Castres). Ces deux dernières, situées sur les pentes de la butte du Calvinet, sont depuis 2017 considérées comme des stations Bonus, qui permettent de cumuler du temps supplémentaire pour les abonnés qui y ramènent leur vélo.

## Odonymie
Le nom de l'avenue rend hommage à Camille Pujol (mort en 1885), négociant toulousain. Il légua à sa mort une somme importante à l'académie des Jeux floraux afin de fonder trois prix littéraires destinés à récompenser un ouvrage poétique et un ouvrage en prose, en français ou en occitan, sur Toulouse, sa région ou son histoire,.
Elle ne le porte cependant que depuis 1904, par décision du conseil municipal dirigé par le radical Honoré Serres. Au XVIe siècle, elle était connue comme le chemin de Caraman, puisqu'elle était depuis le Moyen Âge une partie de la route qui menait de Toulouse à Caraman, importante cité du Lauragais et cœur du comté du même nom. À partir de 1824, lors de l'aménagement de la route nationale no 621 de Toulouse à Castres, elle prit le nom de cette dernière, qu'elle conserva jusqu'en 1904.

## Patrimoine et lieux d'intérêt

### Le Caousou
Le Caousou est un établissement d'enseignement privé catholique, créé par les Jésuites en 1872. Il occupe deux sites distincts le long de l'avenue Camille-Pujol.
- no 42 : collège et lycée. 
La famille Cambon acquiert vers 1768 un vaste domaine sur le coteau du Calvinet pour y faire construire une maison de campagne. Dans les années 1820, il devient la propriété de Frances Anne Maude, vicomtesse Hawarden[N 1], qui fait construire l'orangerie. En 1841, il est acheté par Charles de Tournier de Vaillac[N 2], puis passe à sa mort à son fils, Justin de Tournier de Vaillac, prêtre de Saint-Sulpice et supérieur du grand séminaire de Limoges. En 1872, le domaine est acheté, grâce à l'appui de l'archevêque de Toulouse, Florian Desprez, par les Jésuites. Ils font élever en seulement dix-huit mois, entre 1873 et 1874, les bâtiments du collège sur les plans de l'architecte Henry Bach. En 1892, une partie de la grande chapelle du collège est décorée par des peintures de Bernard Bénézet. En 1893, un nouveau corps de bâtiment est ajouté pour abriter la section préparatoire à Saint-Cyr. Le parc renferme des statues religieuses et un puits, ainsi qu'un édicule appelé la Porte de fer. En 1971, un réfectoire est construit sur les plans des architectes Paul et Pierre Glénat[5],[6].

- no 77-81 : classes primaires. 
L'institution Sainte-Croix est créée en 1869 pour accueillir des jeunes filles. En 1988, elle fusionne avec le Caousou et regroupe les classes primaires. Elle occupe une large parcelle entre l'avenue Camille-Pujol et la rue du Professeur-Jean-Martin (actuel no 24). Le bâtiment principal se développe sur une aile principale sur rue et une aile en retour, délimitant une vaste cour à l'arrière. L'aile sur l'avenue est composée de trois corps de bâtiment. Le corps de bâtiment ouest (actuel no 77) est le plus imposant. Il s'organise sur sept travées et s'élève sur trois étages. Les niveaux sont soulignés par les bandeaux que forment les cordons en brique qui courent entre les étages et au niveau de l'appui des fenêtres, ainsi que l'alternance des parties en brique apparente et enduites, imitant un décor de tables continues. Les étages sont éclairés par des fenêtres segmentaires encadrées par un chambranle à clef passante. 
Le corps de bâtiment central (actuel no 79) compte dix travées et s'élève sur un étage et un niveau de comble à surcroît, séparés par des cordons de brique. Au rez-de-chaussée, la porte est en plein cintre et mise en valeur par une clef passante en pierre sculptée d'une croix. Elle est surmontée au 1er étage d'une statue de la Vierge, encadrée de deux étroites fenêtres en plein cintre[7].

### École primaire Jean-Chaubet
En 1882, la municipalité achète un terrain en vue de la construction d'une école aux no 112-118 avenue Camille-Pujol, afin de desservir la population croissante des faubourgs de Guilheméry et de Bonhoure. Le groupe scolaire de Bonhoure est construit entre 1889 et 1895. Il comprend une école de garçons, une école de filles et une école maternelle. Une des ailes est surélevée dans la deuxième moitié du XXe siècle.

### Église Saint-François d'Assise
L'église Saint-François d'Assise est l'église paroissiale du quartier de Bonhoure. Elle est construite entre 1876 et 1877 sur les plans de l'architecte de la ville Joseph Raynaud. Elle est agrandie d'une travée en 1935. Elle n'est cependant véritablement achevée qu'en 1996, lorsque la façade ouest est terminée. Les vitraux ont été réalisés pour la plupart par l'atelier Saint-Blancat entre 1878 et 1924. Le chœur est orné de cinq panneaux illustrant des scènes de la vie de François d'Assise, réalisés par le peintre André Lupiac en 1936.

### Lotissement Galarin
- no 23 : immeuble Batigne (1935, Robert Armandary)[10].
- no 27 : immeuble Gayraud (1933, Jean Valette)[11].
- no 29 : immeuble Gayraud (1935, Aldéric Barthet)[12].
- no 33 : maison Chalaud ; vice-consulat du Portugal (1933, Louis Berty)[13].
- no 43 : maison Royer (1947, Paul Glénat)[14].

### Immeubles et maisons
- no 5 : consulat général du Maroc. 
Le consulat général du Maroc occupe l'emplacement d'une maison construite à la fin du XIXe siècle, dont seule la façade a été conservée à la suite de travaux d'aménagement menés entre 2009 et 2010[N 3]. Le rez-de-chaussée avait été profondément modifié dans la deuxième moitié du XXe siècle, lorsque la maison était occupée par un garage automobile. Au 1er étage, la façade, encadrée par des pilastres en légère saillie, est éclairée par trois fenêtres qui ont des chambranles à crossettes et des lambrequins de fonte. Le balcon en pierre, soutenu par de lourdes consoles, porte un garde-corps à motifs de cannes. Au-dessus, un cartouche en pierre, qui portait l'inscription « Vins en gros », a été remplacé. Il est surmonté d'un fronton curviligne sculpté de grappes de raisin et surmonté d'une agrafe à volutes[15].

- no 36 : maison (deuxième quart du XXe siècle)[16].

- no 40 : tribunal judiciaire de Toulouse. 
L'immeuble est construit en 1973 par l'architecte Paul Glénat. Il abrite alors le siège des Assédic Midi-Pyrénées[17]. L'immeuble, de style moderne, s'élève sur cinq étages. L'ossature du bâtiment est en béton. Le rez-de-chaussée est largement éclairé par de grandes baies vitrées. Aux étages, les travées sont soulignées par des montants métalliques. À partir de février 2000, le bâtiment est occupé par le tribunal d'instance et le tribunal pour enfants dont les bâtiments, à proximité du palais de justice, ont été détruits (ancien no 18 allées Jules-Guesde). En 2020, à la suite de la réforme de la justice, il devient le tribunal judiciaire de Toulouse[18].

- no 129 : maison (deuxième quart du XXe siècle)[19].

## Personnalité
- Jean Rieux (1878-1932) : homme politique socialiste, maire de Toulouse de 1912 à 1919, député de la Haute-Garonne, il avait son domicile au bas de l'avenue (emplacement de l'actuel no 28).